# اف‌ای‌دی‌اس۲
اف‌ای‌دی‌اس۲ (به انگلیسی: FADS2) با نام کامل اسید چرب غیراشباع ۲ (به انگلیسی: Fatty Acid Desaturase 2) نام یکی از ژن‌های انسانی می‌باشد. پروتئین کد شده توسط این ژن عضوی از خانواده ژن اسید چرب غیرمشبوع (FADS) می‌باشد. آنزیم‌های غیرمشبوع باعث افت‌اشباع از اسیدهای چرب از طریق معمول‌سازی پیوندهای دوگانه بین کربن از زنجیره چرب acyl می‌شوند.
این‌طور گزارش شده که اِف‌اِی‌دی‌اِس۲ با شیردهی رابطه‌ای مستقیم دارد، به طوری که کودکان شیرمادرخورانده‌شده با نوع سی (C) از این ژن ۷ امتیاز ضریب هوشی (IQ) بالاتر از آن‌هایی که ژنی از این کم‌تر برای مثال نوع جی (G) این ژن را دارند، داراهستند.